# Sposati... con figli
Sposati... con figli (Married... with Children) è una sitcom statunitense andata in onda dal 1987 al 1997. In Italia è stata trasmessa su Canale 5 dal 20 maggio 1991. Questa serie televisiva è stata presa come spunto per un'altra sitcom intitolata Felici insieme.

## Trama
La serie racconta le vicende quotidiane della famiglia Bundy, composta dal capofamiglia Al (Ed O'Neill), venditore di scarpe, ritratto dell'americano medio maleducato e pantofolaio, la moglie Peggy, casalinga dalle acconciature anni sessanta, concentrata più sul suo look che sulle faccende domestiche, i loro due figli Kelly e Bud, e i loro vicini.

## Episodi
| Stagione            | Episodi | Prima TV USA | Prima TV Italia |
| ------------------- | ------- | ------------ | --------------- |
| Prima stagione      | 13      | 1987         | 1991-1992       |
| Seconda stagione    | 22      | 1987-1988    |                 |
| Terza stagione      | 22      | 1988-1989    |                 |
| Quarta stagione     | 23      | 1989-1990    |                 |
| Quinta stagione     | 25      | 1990-1991    |                 |
| Sesta stagione      | 26      | 1991-1992    |                 |
| Settima stagione    | 26      | 1992-1993    |                 |
| Ottava stagione     | 26      | 1993-1994    |                 |
| Nona stagione       | 26      | 1994-1995    |                 |
| Decima stagione     | 26      | 1995-1996    |                 |
| Undicesima stagione | 24      | 1996-1997    |                 |

## Guest star
Nella serie sono apparsi molti volti noti in qualità di guest star, tra i tanti: Robert Englund, Milla Jovovich, David Boreanaz, Andrea Parker, Joey Lauren Adams, Traci Lords, gli Anthrax, Stephen Dorff, Giovanni Ribisi, Teri Weigel la drag queen Divine e molti altri.

## Curiosità
- Il tema della serie è la canzone Love and Marriage di Frank Sinatra.
- Il nome della famiglia Bundy è un omaggio al wrestler americano King Kong Bundy, (che ha fatto anche due apparizioni nello show). Quando fu chiesto loro se il nome della famiglia fosse stato tratto dal cognome del serial killer Ted Bundy, i produttori risposero che il nome l'avevano preso da un altro Bundy, "quello buono".
- La serie appare nei Simpson negli episodi:[2]
  - Deep Space Homer (episodio 96 stagione 5 1F13), in italiano: Homer nello spazio profondo
  - Marge in Chains (episodio 80-quarta stagione: 9F20), in italiano: Marge in catene
  - Treehouse of Horror XXV (episodio 556 stagione 26: SABF21), in italiano: La paura fa novanta XXV
  - Homer and Bart visiting NFL on FOX (trasmesso negli USA il 3 settembre 1995)
- La parodia della serie appare anche in Futurama nell'episodio della seconda stagione Hai voluto il biciclope? (A Bicyclops Built for Two 2ACV09).[3]